# 同路人
同路人（英語：fellow traveler）是指在心智上同情一个政治组织的意识形态，或与该组织在政治上合作，但不是该组织的正式成员。

## 各国用法

### 苏联
1917年十月革命后，布尔什维克发明了术语Poputchik (直译为同路人)，用于指代那些接受了无产阶级革命但并不直接参加革命活动的旧知识分子。托洛茨基1923年的作品 《文学与革命》中推广了Poputchik的范围，用于指代那些革命前的俄国社会民主工党孟什维克中摇摆不定的政治同情者。 在第二章《革命‘同路人’的文学》中：

在唱老调子或保持沉默而失去作用的布尔乔亚艺术与暂时还没有出生的新艺术之间，出现了一种过渡的艺术，它与革命有着或多或少的有机联系，但同时又不是革命的艺术。鲍里斯·皮利尼亚克、弗谢沃洛德·伊万诺夫、尼古拉·吉洪诺夫和“谢拉皮翁兄弟”、叶赛宁和他所在的意象派小组、在某种程度上的克留耶夫，没有革命便不可能有他们的出现，无论就整体还是就个人而言。他们自己也知道这一点...。这不是那些开始点滴地“描写”革命的文学公务员。这不是路标转换派，因为路标转换派意在与过去决裂，从根本上改换阵线。上面提到的作家，多数都非常年轻，二三十岁。他们没有任何革命前不光彩的过去，...。他们的文学形象和整个精神面貌都是在革命中形成的，由他们所倾心的那个革命的角度所确定的；他们都接受革命，每个人各以自己的方式来接受。但是，在这些个人的接受中，有一个他们所有人都具有的共同特点，这一特点将他们与共产主义严格区分开来，并使他们随时有与共产主义相对立的危险。他们没有从整体上把握革命，对革命的共产主义目标也感到陌生。他们程度不同地倾向于越过工人的脑袋满怀希望地望着农夫。他们不是无产阶级革命的艺术家，而是无产阶级革命的艺术同路人（与旧社会民主工党的那些同路人同样的含义）。如果说，非十月革命的（实质上是反十月革命的）文学是地主资本家俄罗斯的垂死的文学，那么，“同路人”的文学创作则是一种新的苏维埃民粹主义，它没有旧民粹派的传统，暂时也还没有政治前途。
对于同路人总要出现一个问题：走到哪儿为止？但是，这个问题还无法预先解答，即便约略的解答。对这一问题的解答，不仅取决于这一个或那一个同路人的个人素质，主要取决于将来十年间事物的客观进程。

托洛茨基所抨击的“同路人”作家反对政治干预艺术写作，强调形式和技巧，追求情节的复杂性和戏剧性，故事情节的新颖奇特和叙述艺术的生动有力，有志于把19世纪俄罗斯文学传统和西方文学经验结合起来，表现当代主题。因为被贴上了“同路人”政治标签备受“拉普”的排挤，甚至把高尔基和马雅可夫斯基也列为“同路人”作家加以攻击。

### 美国
在美国，同路人用于指称那些在政治立场上同情共产主义，但不是美共党员的人。在二、三十年代的美国面临着的政治、社会、经济问题，特别是大萧条，导致许多理想主义的青年、艺术家与知识分子变成共产主义的同情者。美国黑人由于吉姆·克勞法实行种族隔离制度而同情共产党鼓吹的民权与社会公正。 人民陣線在美国的组织：美国反战反法西斯同盟奉行反法西斯主义，而不是纯粹的和平主義，是共产党的外围统一战线组织。
1936年，专栏作家Max Lerner在《国家 (杂志)》周刊发表文章《罗斯福先生与他的同路人》。1938年约瑟夫·布朗·马修斯在其政治性自传《Odyssey of a Fellow Traveler》的书名中使用这一术语，他后来是众议院非美活动调查委员会的首席反共调查专员。  此外，作家与知识分子中以同路人著名的有欧内斯特·海明威与西奥多·德莱赛，而约翰·多斯·帕索斯从知名左翼分子变成右翼坚定的反共人士。

## 延伸阅读
- Caute, David. . London: Weidenfeld & Nicolson. 1973. ISBN 0-19-502937-2.
- Hollander, Paul. . New York: Oxford University Press. 1981. ISBN 0-19-502937-2.
- Hollander, Paul. . Chicago: Ivan R. Dee. 2006. ISBN 1-56663-688-4.
- Rossinow, Doug. "'The Model of a Model Fellow Traveler': Harry F. Ward, the American League for Peace and Democracy, and the 'Russian Question' in American Politics, 1933–1956." Peace & Change (2004) 29#2 pp: 177-220. online
- Viereck, Peter. . Piscataway: Transaction Publishers. 1981. ISBN 1-4128-0609-7.